# Михайливка
 Тази статия е за селището в Запорожка област, Украйна.  За селото в Одеска област вижте Михайливка (Одеска област).  
Михайливка (на украински: Михайлівка) е селище от градски тип в Южна Украйна, Михайливски район на Запорожка област. Основано е през 1810 година. Населението му е около 13 671 души.